# Радковский, Александр Николаевич
Алекса́ндр Никола́евич Радко́вский (16 февраля 1943, Умань — 6 февраля 2021) — русский поэт и переводчик. Друг и ученик Арсения Тарковского.

## Биография
Учился в Медицинском институте в Ленинграде, ушёл со второго курса. Сменил несколько профессий. Занимался художественным переводом. Служил в армии. Переписывался с Павлом Антокольским.
Первая публикация стихов в журнале «Москва» — 1968 год. Переводы с грузинского публиковались в газетах «Литературная Грузия» и «Дружба народов». Стихи Радковского были включены в антологии «Граждане ночи» (1990) и «Строфы века» (составитель Евгений Евтушенко). Первый сборник стихов «Шершавая десть» вышел в 1993 году в Москве. Предисловие к книге написал Арсений Тарковский:

Поэзия Радковского застенчива, ненавязчива, органична. Он не кричит в голос, не поёт, он — говорит, убедительно и вполне откровенно… Поэзия Радковского мало зависит от его предшественников, а если и продолжает их труды, то приходится вспомнить имена Лермонтова, Некрасова, быть может, и Кольцова. Поэзия Радковского близка народной песне. Это в очень высокой степени — русская поэзия… Это — поэзия высокой морально-нравственной ценности, поэзия здорового кровяного давления и безукоризненной честности.
Маргарита Черненко в 2001 году написала о поэзии Радковского:

Поэту Александру Радковскому выпало на долю возрождать неосентиментализм в поэзии. Мастер высокого накала, он стремится к простоте, цельности, к слитности чувства и слова, правде внутреннего жеста, естественности вдоха и выдоха. В этом смысле стихи Александра Радковского конгруэнтны: его слёзы плывут из глубины большого сердца, большой души. Его интонация прозрачна, тонкая мелодия стихов неуловима, как дым. Основа стиха музыкальна, ритм певуч, речь органична. Большая душа поэта смело подходит к болевому порогу.

Жил в Москве. Член Союза российских писателей.

## Публикации
книги
- Шершавая десть. — М.: Изд. Авиатехинформ, 1993. — 128 с.
- Одножильная скрипка. — Киев: Изд. Flaminger, 2003. — 126 c.
- Снежные совы. — М.: Фонд Сергея Дубова, 2013. — 176 с.
- Стихи. Воспоминания об Арсении Тарковском, Марке Рихтермане. — Москва : У Никитских ворот, 2021. — 326 с. — ISBN 978-5-00170-421-8. — 300 экз.

журналы
- «Едва калитку отворяли». Попытки воспоминаний // Вопросы литературы. — 1994. — №. 6. — С. 307—325.
- Джгубуриа М. Сонмища звезд забредают, шурша… Стихи. С грузинского. Перевод А. Радковского // Дружба Народов 1999. — № 12
- Значит — живем, и, быть может, — не зря : Стихи // Дружба народов. — 2003. — № 1. — С. 27-32.